# Hugo Lepe
Hugo Mario Lepe Gajardo (14 de abril de 1940 - 4 de julho de 1991) foi um futebolista chileno. Ele competiu na Copa do Mundo FIFA de 1962, sediada no Chile.